# San Joaquín kommun, Mexiko
San Joaquín är en kommun i Mexiko.   Den ligger i delstaten Querétaro Arteaga, i den centrala delen av landet, 170 km norr om huvudstaden Mexico City. Antalet invånare är 8 865. Arean är 499 kvadratkilometer.
Terrängen i San Joaquín är bergig.
Följande samhällen finns i San Joaquín:
- Canoas
- Santa María Álamos
- Santa Ana
- Zarza y Somerial
- San Antonio
- La Soledad
- Los Herrera
- Las Escaleras
- Los Azóguez
- San Francisco Gatos
- San Bartolo
- El Deconí
- Agua de Venado
- Los Planes
- Los Pozos
- San Sebastián
- Las Tinajas
- El Plátano